# تشاد تايلور (كاتب)
تشاد تايلور (بالإنجليزية: Chad Taylor)‏ (نوفمبر 1964، أوكلاند في نيوزيلندا)؛ كاتب سيناريو وروائي نيوزيلندي.

## روابط خارجية
- تشاد تايلور على موقع IMDb (الإنجليزية)
- تشاد تايلور على موقع أول موفي (الإنجليزية)
- تشاد تايلور على موقع قاعدة بيانات الفيلم (الإنجليزية)
- تشاد تايلور على موقع كينوبويسك (الروسية)